# 자크 타티
자크 타티(프랑스어: Jacques Tati, 1907년 10월 9일~1982년 11월 4일) 또는 본명인 자크 타티셰프(Jacques Tatischeff)는 프랑스의 영화 감독·각본가·배우다. 총 6편의 장편 영화를 제작했으며 이 중 4편에서 윌로 씨(프랑스어: Monsieur Hulot)라는 캐릭터로 등장하였다. 주요 작품으로 《윌로 씨의 휴가》, 《나의 삼촌》, 《플레이타임》 등이 있다.
이블린주 르페크 출신으로, 러시아인 아버지와 네덜란드인 어머니 사이에서 태어났다. 어렸을 때는 테니스, 승마, 럭비 등의 스포츠에서 재능을 보였으며, 1930년대 프랑스에 대공황이 찾아오자 마임 배우로 활동하기도 했다.

## 작품 목록
| 연도 | 제목                    | 원제                           | 감독 | 각본 | 출연 | 배역           |
| ---- | ----------------------- | ------------------------------ | ---- | ---- | ---- | -------------- |
| 1932 | 오스카, 테니스의 챔피언 | Oscar, champion de tennis      |      |      | O    | 알 수 없음     |
| 1934 | 우리는 짐승에게 묻는다  | On demande une brute           |      | O    | O    | 로스타보트     |
| 1935 | 즐거운 일요일           | Gai dimanche                   |      | O    | O    | 알 수 없음     |
| 1936 | 왼쪽을 주의하라         | Soigne ton gauche              |      | O    | O    | 로제           |
| 1938 | 땅으로 돌아가다         | Retour à la terre              |      | O    | O    | 알 수 없음     |
| 1946 | 실비와 유령             | Sylvie et le fantôme           |      |      | O    | 유령           |
| 1947 | 육체의 악마             | Le diable au corps             |      |      | O    | 점원           |
| 1947 | 우체부 학교             | L'école des facteurs           | O    | O    | O    | 우체부         |
| 1949 | 축제일                  | Jour de fête                   | O    | O    | O    | 프랑수아       |
| 1953 | 윌로 씨의 휴가          | Les vacances de Monsieur Hulot | O    | O    | O    | 윌로 씨        |
| 1958 | 나의 삼촌               | Mon Oncle                      | O    | O    | O    | 윌로 씨        |
| 1967 | 야간 수업               | Cours du soir                  |      | O    | O    | 윌로 씨        |
| 1967 | 플레이타임              | Playtime                       | O    | O    | O    | 윌로 씨        |
| 1971 | 트래픽                  | Trafic                         | O    | O    | O    | 윌로 씨        |
| 1974 | 퍼레이드                | Parade                         | O    | O    | O    | 서커스 공연자  |
| 1975 | 나의 삼촌 테오도어      | Mein Onkel Theodor             |      | O    |      | 해당 사항 없음 |
| 2002 | 포르자 바스티아         | Forza Bastia                   | O    | O    |      | 해당 사항 없음 |
| 2010 | 일루셔니스트            | L'illusionniste                |      | O    |      | 해당 사항 없음 |